# Sanjacado de Bosnia
El sanjacado de Bosnia (en turco: Bosna Sancağı, en bosnio: Bosanski sandžak / Босански санџак) fue uno de los sanjacados establecidos por el Imperio Otomano en 1463, en las tierras conquistadas al Reino de Bosnia. Su primer sanjakbey fue Isa-Beg Isaković. En el período comprendido entre 1463 y 1580 formó parte del eyalato de Rumelia hasta que en 1580 se creó el eyalato de Bosnia del que el sanjacado se convirtió en provincia central. Entre 1864 y la ocupación austrohúngara en 1878, formó parte del valiato de Bosnia que sucedió al eyalato a raíz de las reformas administrativas en 1864 conocidas como la "leyes del Valiato". Aunque oficialmente el valiato formó parte del Imperio Otomano hasta 1908 el sanjacado Bosnio dejó de existir en 1878.
Banja Luka se convirtió en la sede del sanjacado desde algún momento antes de 1554, hasta 1580, cuando fue establecido el eyalato. Los beylerbeys bosnios residieron en Banja Luka hasta 1639.

## Demografía
El visitador apostólico Pedro Masarechi afirmaba en un informe en 1624 de que la población de Bosnia (excluyendo Herzegovina) era de 450.000 musulmanes, 150.000 católicos, y 75.000 ortodoxos.

## Administración
La lista de sanjakbeys del sanjacado de Bosnia es la siguiente:[cita requerida]
1. Minnetoğlu Mehmed Bey, 1464
2. Isa-beg Isaković, 7 de febrero de 1464 — 1470
3. Ajaz-beg, 1470—1474
4. Sinan-beg, 1474
5. Arnaut Davud-beg, 1474-1475
6. Bali-beg Malkočević (en turco: Bali Bey Malkoçoğlu), 1475—1477[cita requerida]
7. Skender Pasha, 1477—1479
8. Arnaut Davud-beg, 1479—1480
9. Skender Pasha, 1480—1482
10. Jahja-beg, 1482—1483
11. Ajaz-beg, 1483—1484
12. Mehmed-beg Ishaković, 1484—1485
13. Sinan-beg, 1485—1490
14. Hadum Jakub-paša, 1490—1493
15. Jahja-paša, 1493—1495
16. Firuz Bey, 1495—1496[5]
17. Skender-paša Mihajlović, 1498—1505
18. Firuz Bey, 1505—1512
19. Hadum Sinan-beg Borovinić, 1512—1513
20. Junuz-beg, 1513 — 14 de abril de 1515
21. Mustafa-paša Jurišević (Mustafa-paša Skenderpašić), 14 de octubre de 1515 — 17 de abril de 1516
22. Gazi Hasan-beg, 17 de abril de 1516 — 1517
23. Gazi Mehmed-beg Mihajlović (en turco: Gazi Mehmed Bey Mihalzade), 1517—1519
24. Gazi Bali-beg Jahjapašić, 1519 — 15 de septiembre de 1521
25. Gazi Husrev-beg, 15 de septiembre de 1521 — 1525
26. Gazi Hasan-beg, 1525—1526
27. Gazi Husrev-beg, 1526—1534
28. Ulama-paša, 1534—1536
29. Gazi Husrev-beg, 1536 — 18 de junio de 1541
30. Ulama-paša, 18 de junio de 1541 — 1547
31. Sofi Ali-beg, 1547—1549
32. Muhamed-han Zulkadrić (en turco: Muhamed Han Zulkadrioğlu), 1549—1550
33. Hadim Ali-beg 1550—1551
34. Sofi Mehmed-paša, 1551—1553
35. Hadim Gazi Ali-paša, 1553
36. Dugali Malkoč-beg, 1553—1554
37. Kara Osman-han, 1554—1555
38. Kara Mustafa-beg Sokolović, 1555—1557
39. Hamza-beg Biharović, 1557—1561
40. Hasan-beg Sokolović, 1561—1562
41. Sinan-beg Boljanić, 1562—1564
42. Mustafa-beg Sokolović, 1564—1566
43. Mehmed-beg Sokolović, 1566—1568
44. Ferhad-beg Desisalić, 1568—25 de junio de 1568
45. Mehmed-beg Sokolović, 25 de junio de 1568 — 1574
46. Ferhad-beg Sokolović (en turco: Ferhad Bey Sokollu), 1574—1580